# Kaddy Camara
Kaddy Camara ist eine gambische Politikerin.

## Leben
| Parlamentswahl | Stimmen | Stimmanteil |
| -------------- | ------- | ----------- |
| 2017           | 1.226   | 50,16 %     |

Kaddy Camara trat bei den Regionalwahlen in Gambia 2013 zur Wahl des Brikama Area Councils für den Wahlbezirk Bantanjang im Wahlkreis Foni Bondali an. Da es keinen Gegenkandidaten gab, erlangte sie einen Sitz im Regionalrat.
Bei der Wahl zum Parlament 2017 trat sie als Kandidatin der Alliance for Patriotic Reorientation and Construction (APRC) im Wahlkreis Foni Bondali in der West Coast Administrative Region an. Mit 50,16 % konnte sie den Wahlkreis vor Ousman Marcus Nyassi (UDP) für sich gewinnen.
Bei den Parlamentswahlen 2022 erhielt Camara 795 Stimmen (24,49 %) im Wahlkreis Foni Bondali, womit sie sich als dritte von vier Kandidaten platzierte. Das Mandat ging an den parteilosen Kandidaten Pa Dembo Sanneh (* 1988), der 1034 Stimmen (31,85 %) für sich gewinnen konnte.